# Cúc Đậu
Cúc Đậu (chữ Hán: 菊豆) là một cuốn phim Trung Quốc, trình chiếu năm 1990, do Trương Nghệ Mưu đạo diễn. Bộ phim được đề cử cho giải Oscar phim ngoại ngữ hay nhất của năm 1990.

## Tóm tắt
Nói về chuyện của một thiếu nữ trẻ tên là Cúc Đậu (hay Ju Dou - do Củng Lợi thủ vai) bị bán làm vợ cho một tên chủ tiệm làm nghệ nhuộm vải là Dương Kim San (Yang Jinshan). San hành hạ Đậu, thường là vào ban đêm, một cách tàn nhẫn vì nàng không sinh con nối dòng cho hắn. Oái oăm một điều là San lại bất năng và vô sinh. Sự ngược đãi của San bị Dương Thiên Thanh (Yang Tianqing), một người cháu kêu bằng chú của y, thường xuyên chứng kiến. Bị ức chế và cám dỗ, cuối cùng Cúc Đậu lén lút dan díu với Thanh sinh ra một đứa con trai là Thiên Bạch (Tianbai), mà lúc đầu San mừng rỡ cứ ngỡ là con mình và thay đổi thái độ và lối cư xử với Đậu. Bất ngờ một hôm kia, San bị té, bán thân bất toại từ lưng trở xuống, và phải chịu lệ thuộc vào sự chăm sóc của Đậu và Thanh. Để trả thù những sự ngược đãi và hành hạ của San trước kia đối với mình, Đậu ngang nhiên suồng sã và đi lại với Thanh ngay trước mặt San. Nhưng sau khi San bị té xuống hồ nhuộm chết, thì cả hai Đậu và Thanh lại phải càng sống lén lút hơn để tránh những dư luận khắt khe của xã hội Trung Hoa thời bấy giờ. Cuối cùng Thanh lại bị chính con trai của mình là Bạch ngược đãi và liệng xuống hồ nhuộm, chết ngộp, y như cái chết của San. Phim kết thúc khi Đậu, trong cơn đau đớn tột cùng đã phóng hỏa đốt cháy xưởng nhuộm, không rõ nàng có tự thiêu không và số phận của con trai mình là Bạch ra sao.

## Chuyển thể
Bộ phim được chuyển thể từ một cuốn tiểu thuyết. Trong cuốn tiểu thuyết, Thiên Thanh là cháu ruột của Kim San và do đó mối quan hệ giữa Thanh và Đậu là loạn luân. Tuy nhiên trong phim, đạo diễn đã sửa đổi chi tiết đó, Thanh không có quan hệ máu mủ với Kim San.

## Nhận xét
Giống như hầu hết các bộ phim khác, đạo diễn Trương Nghệ Mưu rất chú trọng đến tình tiết, âm thanh, ánh sáng, và bỏ lửng những khúc phim nóng bỏng gay cấn như lúc Thanh lén nhìn trộm lúc Đậu thoát y. Những lúc San hành hạ Đậu mà người xem phim chỉ nghe được những tiếng rên xiết qua sự tức tối và bất an thôi thúc của Thanh... Cảnh đám ma của San mà theo phong tục xưa Đậu và Thanh phải làm bộ khóc thảm thiết, ngăn chận linh cửu đúng bốn mươi chín lần trước khi hạ huyệt. Cảnh San bị tàn phế ngồi trong lu gỗ có bánh xe bị Thanh dùng ròng rọc câu lên để biệt lập. Cánh phơi vải với nhiều màu rực rỡ, cảnh thuốc nhuộm loan ra từ từ trong hồ...là những tiểu tiết xuất sắc, vừa gợi hình, gợi cảm của phim, mà người xem có thể tưởng tượng theo từng cảm giác riêng.

## Giải thưởng và đề cử
| Năm  | Giải thưởng                       | Hạng mục                      | Kết quả   |
| ---- | --------------------------------- | ----------------------------- | --------- |
| 1990 | Liên hoan phim Cannes             | Giải Luis Buñuel              | Đoạt giải |
| 1990 | Liên hoan phim Cannes             | Cành cọ vàng                  | Đề cử     |
| 1990 | Liên hoan phim quốc tế Valladolid | Golden Spike                  | Đoạt giải |
| 1990 | Liên hoan phim Chicago            | Giải Hugo vàng                | Đoạt giải |
| 1990 | Liên hoan phim quốc tế Thụy Điển  | Phim nước ngoài xuất sắc nhất | Đoạt giải |
| 1991 | Giải Oscar                        | Phim ngoại ngữ xuất sắc nhất  | Đề cử     |